# Groenerei 12b, 13

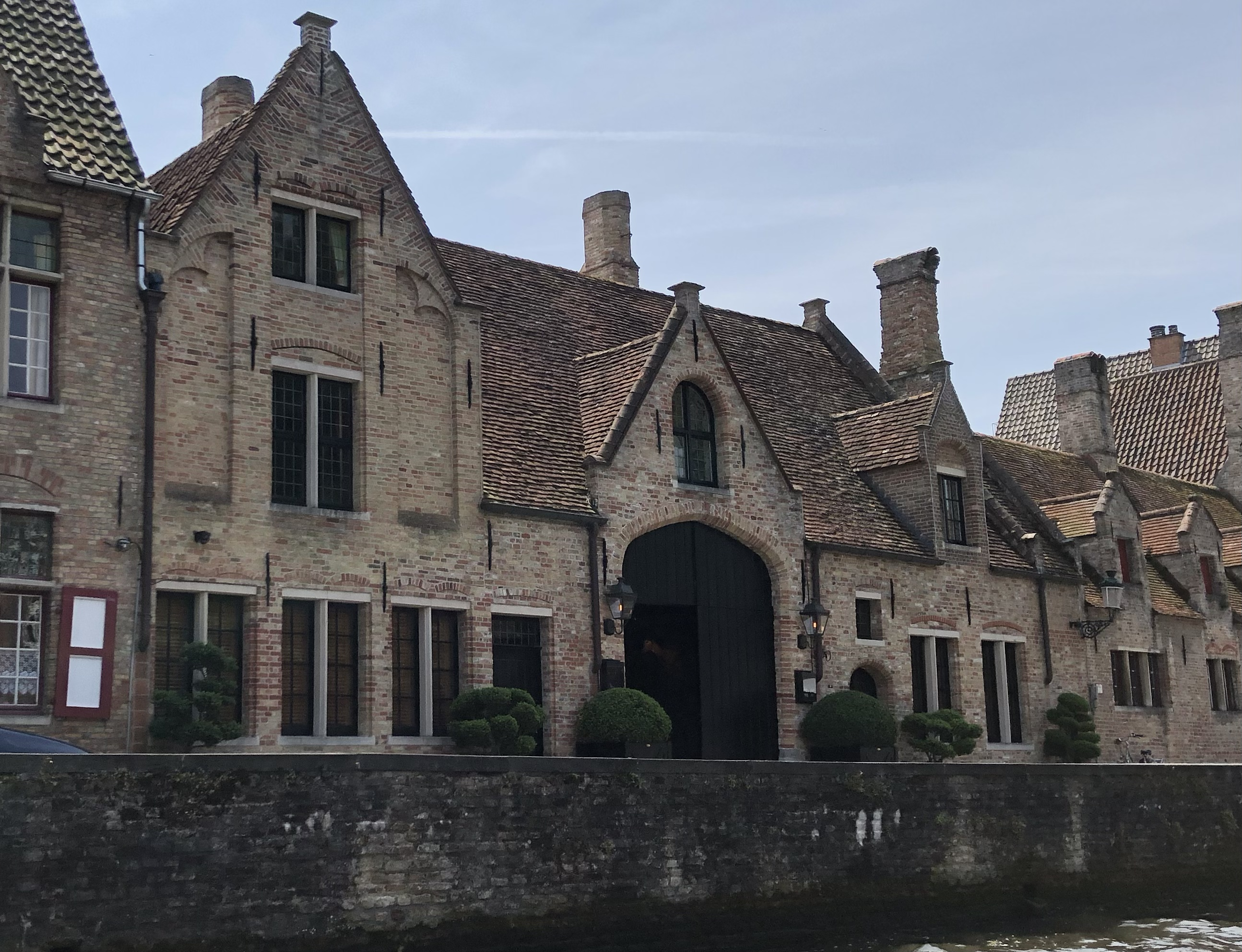
Groenerei 12b, 13 im Jahr 2019

Das Gebäude Groenerei 12b, 13 ist ein denkmalgeschütztes Haus in Brügge in Belgien.

## Lage
Das Gebäude befindet sich im östlichen Teil der Altstadt von Brügge, auf der Südseite der Straße Groenerei, unmittelbar am Ufer des gleichnamigen Kanals. Westlich grenzt das gleichfalls denkmalgeschützte Haus Groenerei 8, östlich die Nummer 14 an. Durch das Gebäude führt ein Durchgang zum südlich gelegenen Anwesen Predikherenstraat 25.

## Architektur und Geschichte
Der Gebäudekomplex geht auf das 16. Jahrhundert zurück. Die Gebäudeteile bildeten ursprünglich ein einheitliches Haus. Die Backsteinfassade des Komplexes ist verankert.
In der rechten Hälfte, der Nummer 12b, befindet sich ein als Rundbogen angelegter Hauseingang mit abgeschrägter Laibung. Er wird von einem rechteckigen Oberlicht bekrönt. Rechts hiervon zwei unter jeweils einem Segmentbogen zusammengefasste Doppelfenster. Darüber befindet sich ein einachsiges Zwerchhaus. Das dortige rechteckige Sprossenfenster befindet sich in einer abgeschrägten rundbogigen Laibung. Der Schornstein des Hauses ist achteckig ausgeführt. Ein Umbau dieses Teils erfolgte 1964.
Das mittig befindliche Durchfahrtstor zur Predikherenstraat 25 ist im Tudorstil gehalten und wird von einem Giebel mit Rundbogenfenster bekrönt.
Der giebelständige linke Teil, die Nummer 13, erhielt sein heutiges, am historischen Zustand orientiertem, Erscheinungsbild bei einem Umbau im Jahr 1938 nach einem Entwurf der Architekten Alphonse De Pauw und Maurice Hocepied. Die dort rechts befindliche Eingangstür entstand nach 1938. Es schließen sich im Erdgeschoss drei rechteckige jeweils von einem Segmentbogen überspannte Doppelfenster an. Im Obergeschoss wird die mittlere Fensterachse fortgesetzt, die beidseitig von Nischen mit halbkreisförmigen Bögen flankiert werden.
Das Satteldach stammt noch aus dem 16. Jahrhundert und ist mit flämischen Ziegeln gedeckt.
Das Gebäude wird seit dem 14. September 2009 als architektonisches Erbe geführt. Das Grundstück umfasst eine Fläche von 177 m².